# William Henry Reed
William Henry Reed (Frome, Somerset, 29 de juliol de 1877 - Croydon, barri del sud de Londres, 2 de juliol de 1942) fou un compositor i violinista anglès.
Pertanyent a una nissaga de músics era fill d'Alfred German Reed m. el 10 de març de 1895 i net de Thomas German Reed (1817-1888), el besavi de William ja era músic.
Estudià en la Royal Academy of Music de Londres. També fou professor de violí i examinador del Reial Col·legi de Música, i se li havia concedit la Reial Orde Victorià. A més de les anteriors dirigí diverses agrupacions musicals com la Reial Acadèmia de Música, l'Orquestra Simfònica de Londres, la Simfònica de Croydon, la Bromley de Concerts, etc.
Entre les altres composicions de què fou autor cal mencionar:
- Suite venetienne,
- Vals brillant,
- Among the Montains of Cambria,
- Caliban, escenes per a ball,
- Variacions simfòniques, per a orquestra de corda,
- The Lincoln Imp., concert per a violí,
- Will o'the Wisp, caprici,
- Asp's Fables, suite per a orquestra,
- Shovkheadled Peter, suite per a orquestra,
- Una Rapsòdia, per a viola i orquestra,
- Merry Andrew, obertura,
- A String Symphony,

També és autor d'obres per a quartet d'arc, per a violí i piano i de diverses melodies vocals.
Va escriure i publicà Elgar as I Know him (1936), i Life of Elgar (1938).